# Etheramadivaru
Etheramadivaru (ou Ethere Madivaru, parfois Madivaru) est une petite île inhabitée des Maldives. Il s'agit d'une des nombreuses îles-hôtel des Maldives, actuellement le Banyan Tree Madivaru.

## Géographie
Etheramadivaru est située dans le centre des Maldives, au Nord-Est de l'atoll Ari, dans la subdivision de Alif Alif. 